# Shadow Fight 2
Shadow Fight 2 — компьютерная игра в жанре файтинга, разработанная и изданная российской студией Nekki. Игра была анонсирована и выпущена в некоторых странах 9 октября 2013 года, но по всему миру стала доступна только спустя несколько месяцев, 26 марта 2014 года, на платформах Android и iOS, а также 27 января 2015 года она была выпущена для Windows Phone, а 13 сентября 2018 года игра была портирована на портативную консоль Nintendo Switch.
Сюжет повествует о воине по прозвищу «Тень», который когда-то был легендарным бойцом, прославившимся тем, что никогда не проигрывал битвы. В поисках достойного противника Тень открыл Врата Теней, путь в другое царство, выпустив в свой мир могущественных демонов. Превратившись в безликий силуэт, Тень теперь сражается, чтобы вернуть себе утраченную честь и физическое тело.
Продолжение игры — Shadow Fight 3, было анонсировано в апреле 2016 года, а её официальный релиз состоялся 16 ноября 2017 года. В ноябре 2023 вышла игра Shades, её сюжетная линия разворачивается между Shadow Fight 2 и Shadow Fight 3

## Сюжет
Главный герой игры — Тень, мастер боевых искусств, имевший славу и деньги. Но ему надоели противники, неспособные дать страсти настоящей битвы, и он отправился в далёкое путешествие в поисках достойного противника. Долгие скитания привели его к Вратам Теней, державших семерых демонов: Рысь, Отшельника, Мясника, Осу, Вдову, Сёгуна и Титана. Всё же, несмотря на запреты, Тень открывает их и остаётся без тела, а лишь с силуэтом прошлого себя, выпуская демонов на волю и возвращая им власть, которую они имели прежде.
Дабы запечатать Врата Теней, необходимо заполучить печати всех демонов, за исключением Титана. Чтобы получить печати, нужно победить всех боссов, а предварительно — их телохранителей. У каждого босса пять телохранителей (за исключением Титана — у него их шесть, если учитывать Мэй). В конце концов, после победы над Титаном, тот взрывается мощным потоком энергии, которая огибает всё вокруг, в том числе и тело Тени, выжигая его теневую оболочку. К слову сказать, после победы над Мэй она придёт в себя и будет ждать вас за Вратами. Также после победы над Титаном Врата Теней, скрывавшие иное измерение, рушатся, а Тень выходит из пыли обломков Врат уже человеком, он исправляет свою ошибку, но одну он все же не исправил, результатом всех его действий стало возникновение Теневого Разума.
По сюжету Тень сопровождают несколько персонажей, которые меняются в зависимости от акта. Всего их шесть: Мэй, Сенсей, Проныра — в первых шести актах и Интерлюдии (кроме Мэй, которую Титан похитил, чтобы заманить Тень в свой мир); Кали, Сайфер и Древний — в седьмом акте.

## Геймплей

Скриншот геймплея. Игра в режиме «Выживание» в Акте 5

Сам геймплей заключается в том, что Тень проходит по 7 актам с некоторыми особенностями.
I акт: всего 4 режима: выживание, дуэль, турнир и сюжетные бои. II, III, IV, V, VI акты: 5 режимов в каждом: выживание, дуэль, турнир, испытание и сюжетные бои. В VII акте же локации для режимов меняются в зависимости от глав. А так режимов в нём как и прежде 5: выживание, дуэль, турнир, испытание и сюжетные бои. Для каждого режима в каждой карте есть своя локация и почти всегда свой саундтрек.

### Варианты сражений
- Выживание: предлагается сразиться с 10 соперниками подряд по одному раунду и выжить (в Интерлюдии и 7 акте 6 раундов). Чем больше противников вы одолеете, тем больше ваша денежная награда. С каждым следующим врагом сложность увеличивается. За выживание и победу над всеми 10 (в Интерлюдии и 7 акте над 6) соперниками вам полагается максимальное денежное вознаграждение и достижение.
- Турнир: в этом режиме нужно сразиться с 24 (в Инкубаторе 7 акта с 8) соперниками, выиграв 2 раунда с каждым из них. Каждый бой имеет свой уровень сложности в зависимости от уровня снаряжения игрока. За выигрыш полагается награда в виде монет, которая увеличивается по мере прохождения турнира. За победу над всеми соперниками турнира полагается достижение.
- Испытание: появляется со второго акта «Тайный путь». Каждый бой проходится с определённым условием, например: «раскалённая земля», «вулкан» или «только удары ногами».
- Дуэль: в этом режиме нужно сразиться с одним ниндзя (в 7 акте в зависимости от главы дуэль проводится в Убежище с одним из бойцов Сайфера и на Фабрике с одним из мародёров). Особенность в том, что игроку выдаётся случайное оружие. Также, начиная с второго акта в дуэли действует определённое условие, как в испытании. Дуэль доступна раз в 4 часа. Дуэль можно проходить на любой локации неограниченное количество раз.
- Бой с демоном: в этом режиме нужно сразиться с одним из демонов. Однако перед этим нужно сразиться с их пятью телохранителями. Подразумевается, что можно победить одного телохранителя за один уровень. Они, как и сам демон, имеют 3 заготовленные фразы: одна перед боем с ним, вторая при поражении (включается единожды) и третья при победе (включается единожды). После победы над демоном игрок получает достижение и печать, становится доступным следующий акт, а также становится доступным новое оружие. Также можно получить оружие демона, снова победив его в режиме «затмение» (кроме оружия Титана).
- Сложность: Всего уровней сложности 5: лёгкий (обозначается зелёным цветом), нормальный (обозначается жёлтым цветом), сложный (обозначается оранжевым цветом), безумный (обозначается красным цветом) и невозможный (обозначается сиреневым цветом).
- Рейды: В версии игры 1.9.21 в игру были добавлены Рейды. После победы над третьим телохранителем Рыси — Иглой, игроку предоставляется возможность войти в Подземелье. В нём будут находиться 10 бессмертных боссов. Чтобы начать бой, нужно получить ключ на босса с которым вы хотите сразится, ключ для сражения с первым боссом — Вулканом, выдаётся в начале каждого сезона в количестве 5 штук. Бой с каждым боссом будет проходить в режиме рейда: после активации ключа система начнёт поиск игроков, собирающихся драться с этим же боссом. Бой начнётся после сбора необходимого количества игроков. Во время боя каждому участнику нужно будет нанести как можно больше урона противнику. У каждого босса намного больше здоровья, чем у игрока, так что после каждого поражения, или окончания раунда длительностью в 45 секунд, нужно будет повторно возвращаться в бой, пока противник не будет побеждён. Если игрок проиграл раньше времени, ему придётся ждать окончания таймера, прежде чем снова начать бой. В том случае, если участникам рейда удалось одолеть босса, системой будет выдана награда: каждому игроку будет выдан ключ к следующему противнику, возможно, несколько теневых сфер и ключи к более слабым бессмертным. Участникам, нанесшим наибольший урон боссу, будут выданы дополнительные сферы и ключи.

## Оценки и мнения
| Сводный рейтинг       | Сводный рейтинг            |
| Агрегатор             | Оценка                     |
| --------------------- | -------------------------- |
| GameRankings          | (NS) 67,50 % (iOS) 70,00 % |
| Metacritic            | (NS) 55/100                |
| OpenCritic            | (NS) 73/100                |
| Иноязычные издания    |                            |
| Издание               | Оценка                     |
| Multiplayer.it        | 7,6/10                     |
| Geek Culture          | 8,1/10                     |
| Manila Shaker         | 8/10                       |
| GameZebo              | [ 10 ]                     |
| Русскоязычные издания |                            |
| Издание               | Оценка                     |
| Stratege.ru           | 75/100                     |

Игра Shadow Fight 2 получила в целом положительные отзывы критиков и игроков и стала культовой. Джейсон Паркер из CNET поставил второй игре оценку 8,3/10, назвав её одним из лучших файтингов в App Store «Если вы можете смириться с фримиум-моделью». Роб Рич из Gamezebo оценил вторую игру в 3,5/5 звезд, похвалив анимацию и разнообразие оружия и раскритиковав «неточное управление» и некоторые боевые механики. Сильвиу Стахи из Softpedia назвал игру Shadow Fight 2 «возможно, лучшим файтингом для Android» и сказал, что её «легко изучить и освоить».

## Продолжения
16 ноября 2017 года вышло продолжение игры, Shadow Fight 3.
В 2020 году вышла Shadow Fight 4: Arena.
6 ноября 2023 года вышло ещё одно продолжение Shadow Fight 2 — Shades. Действия этой игры происходят между Shadow Fight 2 и Shadow Fight 3.

## Печатное издание
В декабре 2022 года был анонсирован одноимённый комикс, сюжет которого с некоторыми изменениями повествует о приключениях главного героя игры. Первый том поступил в продажу в феврале 2023 года.